# نور آرش
نور آرش (به ارمنی: Նոր Արեշ) یک روستا در ارمنستان است که در ایروان واقع شده‌است.